# Rally El Corte Inglés de 1987
El Rally El Corte Inglés de 1987, oficialmente 11.º Rally El Corte Inglés, fue la undécima edición, la vigesimoquinta cita de la temporada 1987 del Campeonato de Europa de Rally y la sexta de la temporada 1987 del Campeonato de España de Rally. Se celebró del 9 al 12 de julio y contó con un itinerario de veinticuatro tramos que sumaban un total de 375 km cronometrados.

## Itinerario
| Día   | Tramo | Nombre          | Distancia | Hora  | Ganador         | Tiempo  | Líder           |
| ----- | ----- | --------------- | --------- | ----- | --------------- | ------- | --------------- |
| Día 1 | TC1   | Cueva Grande    | 12.00 km  | 12:59 | José Mari Ponce | 7:49.0  | José Mari Ponce |
| Día 1 | TC2   | Parador         | 13.80 km  | 13:53 | José Mari Ponce | 8:45.0  | José Mari Ponce |
| Día 1 | TC3   | Cueva Corcho    | 13.00 km  | 14:32 | José Mari Ponce | 9:17.0  | José Mari Ponce |
| Día 1 | TC4   | Cueva Grande    | 12.00 km  | 15:03 | Carlos Sainz    | 7:41.0  | José Mari Ponce |
| Día 1 | TC5   | Parador         | 13.80 km  | 16:17 | Carlos Sainz    | 8:46.0  | Carlos Sainz    |
| Día 1 | TC6   | Cueva Corcho    | 13.00 km  | 16:48 | José Mari Ponce | 9:14.0  | Carlos Sainz    |
| Día 1 | TC7   | Cueva Grande    | 12.00 km  | 17:16 | Josep Bassas    | 7:36.0  | Carlos Sainz    |
| Día 1 | TC8   | Parador         | 13.80 km  | 18:22 | Carlos Sainz    | 8:44.0  | Carlos Sainz    |
| Día 1 | TC9   | Cueva Corcho    | 13.00 km  | 18:53 | José Mari Ponce | 9:13.0  | Carlos Sainz    |
| Día 2 | TC10  | Temisas         | 23.50 km  | 11:13 | José Mari Ponce | 14:06.0 | Carlos Sainz    |
| Día 2 | TC11  | Ayacata         | 11.30 km  | 12:00 | Carlos Sainz    | 7:05.0  | Carlos Sainz    |
| Día 2 | TC12  | La Cumbre       | 24.00 km  | 12:30 | Carlos Sainz    | 16:06.0 | Carlos Sainz    |
| Día 2 | TC13  | Temisas         | 23.50 km  | 14:17 | Carlos Sainz    | 14:06.0 | Carlos Sainz    |
| Día 2 | TC14  | Ayacata         | 11.30 km  | 15:04 | Carlos Sainz    | 7:02.0  | Carlos Sainz    |
| Día 2 | TC15  | La Cumbre       | 24.00 km  | 15:34 | Carlos Sainz    | 16:04.0 | Carlos Sainz    |
| Día 2 | TC16  | Temisas         | 23.50 km  | 17:21 | José Mari Ponce | 14:00.0 | Carlos Sainz    |
| Día 2 | TC17  | Ayacata         | 11.30 km  | 18:08 | Carlos Sainz    | 7:01.0  | Carlos Sainz    |
| Día 2 | TC18  | La Cumbre       | 24.00 km  | 18:38 | José Mari Ponce | 16:00.0 | Carlos Sainz    |
| Día 3 | TC19  | Fagajesto       | 18.50 km  | 07:05 | Carlos Sainz    | 13:37.0 | Carlos Sainz    |
| Día 3 | TC20  | Pinos de Gáldar | 8.90 km   | 07:36 | José Mari Ponce | 6:20.0  | Carlos Sainz    |
| Día 3 | TC21  | Fagajesto       | 18.50 km  | 09:12 | José Mari Ponce | 13:22.0 | Carlos Sainz    |
| Día 3 | TC22  | Pinos de Gáldar | 8.90 km   | 09:43 | José Mari Ponce | 6:16.0  | Carlos Sainz    |
| Día 3 | TC23  | Fagajesto       | 18.50 km  | 11:19 | Carlos Sainz    | 13:21.0 | Carlos Sainz    |
| Día 3 | TC24  | Pinos de Gáldar | 8.90 km   | 11:50 | José Mari Ponce | 6:20.0  | Carlos Sainz    |

## Clasificación final
| Pos. | Piloto             | Copiloto       | Automóvil                  | Tiempo          | Diferencia |
| ---- | ------------------ | -------------- | -------------------------- | --------------- | ---------- |
| 1.   | Carlos Sainz       | Antonio Boto   | Ford Sierra RS Cosworth    | 4:09:08.0       | 0.0        |
| 2.   | José Mari Ponce    | Gaspar León    | BMW M3 E30                 | 4:09:26.0       | +18.0      |
| 3.   | Josep Bassas       | Josep Autet    | BMW M3 E30                 | 4:15:17.0       | +6:09.0    |
| 4.   | Beny Fernández     | José Luis Sala | Opel Kadett GSI            | 4:19:04.0       | +9:56.0    |
| 5.   | «Carlos»           | Carlos Molina  | BMW 635 CSI                | 4:26:15.0       | +17:07.0   |
| 6.   | Orlando Alonso     | Carlos León    | BMW 325i                   | 4:28:22.0       | +19:14.0   |
| 7.   | Urbano Bernal      | Carlos Yáñez   | Renault 5 GT Turbo         | 4:30:25.0 +2:00 | +21:17.0   |
| 8.   | Sebastian Lindholm | Steve Bond     | Volkswagen Golf II GTi 16V | 4:30:45.0       | +21:37.0   |
| 9.   | Terry Kaby         | Rob Arthur     | Renault 5 GT Turbo         | 4:33:05.0       | +23:57.0   |
| 10.  | Gustavo Trelles    | Daniel Muzio   | Renault 5 GT Turbo         | 4:33:33.0       | +24:25.0   |